# Zygomyia filigera
Zygomyia filigera är en tvåvingeart som beskrevs av Edwards 1927. Zygomyia filigera ingår i släktet Zygomyia och familjen svampmyggor. Inga underarter finns listade i Catalogue of Life.